# 합천 김씨
합천 김씨(陜川金氏)는 경상남도 합천군를 본관으로 하는 한국의 성씨이다.
시조는 김해덕(金亥德)이며 대동간(大同諫)을 지냈다고 한다.

## 참고 자료
- “합천김씨(陜川金氏)”. 뿌리를 찾아서.[깨진 링크(과거 내용 찾기)]